# Triplofusus giganteus
Triplofusus giganteus is een in zee levende slakkensoort die behoort tot de familie Fasciolariidae en is oorspronkelijk beschreven door Kiener in 1840 als Fasciolaria gigantea. De soort is de grootste in de Verenigde Staten voorkomende slakkensoort.

## Synoniemen
- Fasciolaria papillosa Sowerby I, 1825
- Fasciolaria papillosa f. elongata Strebel, 1911
- Fasciolaria papillosa f. reevei Jonas, 1850
- Fasciolaria papillosa juvenis Strebel, 1911
- Fasciolaria reevei Jonas, 1850
- Pleuroploca gigantea (Kiener, 1840)
- Triplofusus papillosus (G.B. Sowerby I, 1825)

## Voorkomen en verspreiding
Triplofusus giganteus is een carnivoor die tot 600 mm lang kan worden en leeft in ondiep warm water op zeegras- en zeewiervelden (sublitoraal). Deze soort komt algemeen voor aan de kusten in het Caraïbisch gebied en Zuid-Amerika, het zuidelijk deel van de Verenigde Staten en aan de oostkust tot aan Carolina (Caraïbische- en Carolinische provincies).

## Menselijk gebruik
De schelp van de Triplofusus giganteus maakt deel uit van het staatssymbool van Florida.